# Michael Shin
Shin Woo-hyun (Seul, 23 de agosto de 2004), também conhecido como Michael Shin, é um automobilista sul-coreano.

## Carreira

### Fórmula Regional
Em 20 de dezembro de 2022, foi anunciado que Shin competiria no Campeonato de Fórmula Regional do Oriente Médio de 2023 com a equipe Prema Racing. Ele conquistou o segundo lugar no pódio durante a penúltima corrida em Abu Dhabi, e terminou em 14º na classificação geral.
Shin estreou no Campeonato de Fórmula Regional da Oceania em 2024, com a equipe M2 Competition. Ele conquistou um terceiro lugar na corrida de abertura, conquistando mais tarde sua primeira vitória na Fórmula Regional no Euromarque Motorsport Park. Shin conquistou mais três pódios naquela campanha e ficou em quarto lugar na classificação final. Shin retornou ao Campeonato de Fórmula Regional da Oceania em 2025, mais uma vez com a M2 Competition.

### Campeonato GB3
Shin subiu para o Campeonato GB3 em 2023 com equipe Hitech Grand Prix. Shin não conseguiu nenhum pódio no campeonato, mas marcou de forma consistente e terminou em 18º na classificação geral.

### Fórmula 3
Em julho de 2023, foi anunciado que Shin iria pilotar pela equipe PHM Racing by Charouz pelo restante do Campeonato de Fórmula 3 da FIA de 2023, substituindo McKenzy Cresswell. A corrida especial de Monza seria onde Shin obteve seu melhor resultado em 11º, mas foi rebaixado para 17º após uma penalidade pós-corrida. Ele ficou em 32º lugar na classificação geral, atrás apenas do companheiro de equipe Roberto Faria e à frente de outros três competidores.